# エブリマ・コリー
エブリマ・コリー（Ebrima Colley, 2000年2月2日 - ）は、ガンビア・セレクンダ出身のサッカー選手。BSCヤングボーイズ所属。ポジションはMF。

## クラブ経歴
2017年に同胞のムサ・バロウの後を追いアタランタBCのプリマヴェーラに入所。ユースリーグを経て2019年にトップチームに昇格。2019年12月15日のボローニャFC戦でプロデビュー。2019-20シーズンはトップリーグで5試合に出場した。
2020年9月23日、エラス・ヴェローナFCへのローン移籍が発表。11月25日のコッパ・イタリアのカリアリ・カルチョ戦でプロ初ゴールを決めた。

## 代表経歴
プロデビュー前の2019年3月にガンビア代表に初招集。アフリカネイションズカップ2019予選のアルジェリア戦で代表デビューを果たした。